# فالکون ایر اکسپرس

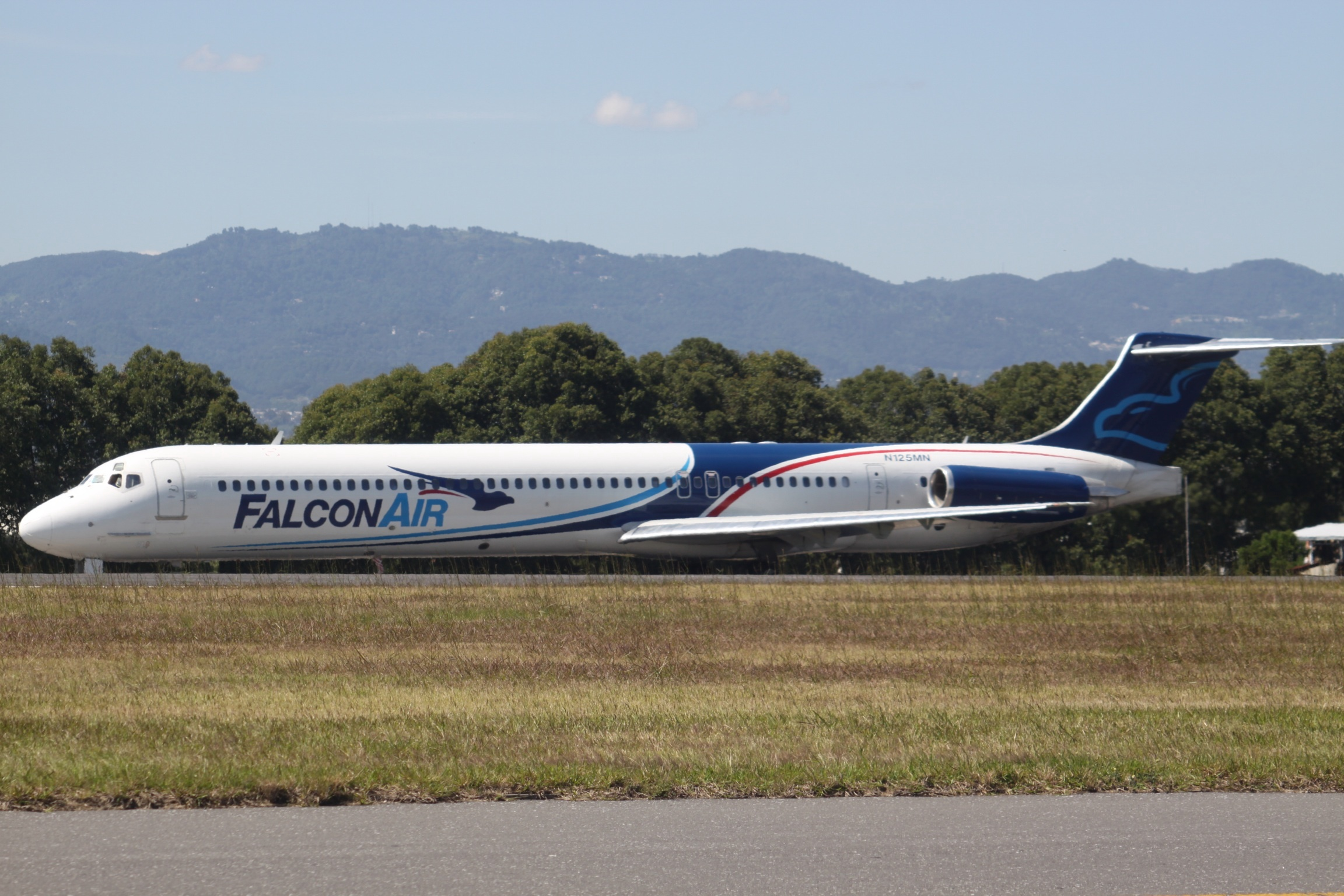
فالکون ایر اکسپرس

فالکون ایر اکسپرس (به انگلیسی: Falcon Air Express) یک شرکت هواپیمایی با کد یاتا 6F است که در ۱۹۹۵ میلادی تأسیس شده‌است. دفتر مرکزی فالکون ایر اکسپرس در میامی، فلوریدا، ایالات متحده آمریکا واقع شده‌است.